# Encephalartos septentrionalis
Encephalartos septentrionalis Schweinf. è una pianta appartenente alla famiglia delle Zamiaceae.

## Descrizione
È una cicade con fusto globoso, almeno in parte sotterraneo, alto sino a 2 m e con diametro di 25–30 cm.
Le foglie, pennate, lunghe 90–150 cm, sono disposte a corona all'apice del fusto e sono rette da un picciolo lungo 2,5–5 cm, privo di spine; ogni foglia è composta da 40-50 paia di foglioline lanceolate, con margine intero, lunghe mediamente xx-xx cm, di colore verde-grigiastro.
È una specie dioica con esemplari maschili che presentano sino a 8-10 coni ellissoidi, lunghi 12–20 cm e larghi 6–8 cm, peduncolati, ed esemplari femminili con coni solitari cilindrici, penduli, lunghi 23–35 cm e con diametro di 18–20 cm, di colore giallo-brunastro a maturità.
I semi sono grossolanamente ovoidali, ricoperti da un tegumento di colore rossastro.

## Distribuzione e habitat
L'areale di questa specie comprende il Sudan meridionale, l'Uganda settentrionale, la Repubblica Democratica del Congo e la Repubblica Centrafricana.

## Conservazione
La IUCN Red List classifica E. septentrionalis come specie prossima alla minaccia (Near Threatened).

La specie è inserita nella Appendice I della Convention on International Trade of Endangered Species (CITES)